# تشلي (منطقة)
تشلي هي منطقة سكنية في محافظة أزمير في تركيا. يحدُّها مدينة مينمين من الشمال ، ومدينة كارشياكا من الشرق وخليج إزمير من الجنوب والغرب.
وتقع الفنادق فيها على بعد 17 كم من مركز المدينة

## التاريخ
في العصور القديمة ، من المعروف أن المنطقة كانت تسمى «تشلي» من قبل السكان الأوائل ، حيث كانت المنطقة تتكون من مستنقعات وقصب بشكل عام ، وبسبب قربها من البحر ، كانت المناطق الخضراء رطبة جدًا.
من المعروف أن أول مستوطنة في تشلي قام بها الأتراك الذين هاجروا من البلقان في نهاية القرن التاسع عشر. بعد احتلال اليونانيين لأزمير خلال حرب الاستقلال ،واستقر بعض السكان المحليين الذين أرادوا التخلص من الاضطهاد اليوناني المجرم في هذه المنطقة التي كانت مُلائمة لهم
تأسست كقرية في السنوات الأولى للجمهورية التركية و تشرد الناس بسبب الزلازل بقوة 5.6 مللي ثانية و 6.9 مللي ثانية ؛ تم وضع ضحايا زلزال فارتو في المناطق التي تعرف فيها أحياء غوزيلتيبي وشيرنتيبي باسم تشيمينتبي في ذلك الوقت ، واستمرت هذه العملية مع توطين المواطنين من المناطق الشرقية والجنوبية الشرقية إلى أحياء بويوكتشيلي وكوتشوكتشيلي وبالاتشيك ، بقرار مجلس الأمن القومي التركي رقم 34 في عام 1981.
و تم تضمينه داخل حدود بلدية إزمير حتى حصل على وضع المقاطعة في عام 1992. بموجب القانون رقم 3806 بتاريخ 27.05.1992 ،و تم تقييم 10 أحياء تحت اسم تشلي كمدن ، وأدرجت بلدة ساسالي وقرية كاكليك ، وأضيف هارماندالي في 22.03.2008 ، ثم هارماندالي أتاتورك ماهليسي ، جمهوريت ماهاليسي ومنطقة İnönü متصلة أيضًا بمنطقة تشيجلي. بينما ترتبط منطقة أحمد أفندي بمنطقة مينمين،وتم ربطها بمنطقة تشلي بقرار بتاريخ 12.11.2010 ورقم 2010/777.

## الاقتصاد
يعتمد اقتصاد المنطقة على التجارة والصناعة في المنطقة الصناعية أتاتورك وهي المنظمة الرائدة في تركيا وأكثر إنتاج من نصف الملح يجتمع في تركيا احتياجات توزلا، في هذه المدينة من ضمن حدود.
بالإضافة إلى ذلك ، تحتل تربية الحيوانات والاقتصاد الزراعي مكانة مهمة في الريف التابع للمدينة.
وتم التخطيط لـ 495 مكان عمل واسع النطاق في المنطقة الصناعية المنظمة بإزمير أتاتورك داخل حدود المنطقة ويعمل 440 عامل منهم بنشاط.
و تشير التقديرات إلى أنه سيتم توظيف 40.000 شخص عندما تعمل جميع الشركات بكامل طاقتها في المنطقة حيث يعمل 22000 شخص.
و تبلغ الصادرات السنوية للمنطقة مليار دولار والواردات حوالي 650 ألف دولار.
تم تشغيل محطة توليد الكهرباء بقدرة 42 ميجاوات في نهاية عام 1999 وبهذه الطريقة تم القضاء على مشكلة انقطاع التيار الكهربائي للمنشآت في المنطقة.
تبلغ طاقة محطة معالجة مياه الصرف الصحي 21000 متر مكعب / يوم.
تم بناء مدرسة Izmir Atatürk المنظمة للتعليم الخاص والممارسة في المنطقة الصناعية ووضعها في الخدمة للأطفال من أجل التعليم الرسمي في المنطقة في أزمير أتاتورك المنطقة الصناعية المنظمة ،
يوجد فيها مبنى المديرية الإقليمية ، مسجد ، 5 متاجر تحت المسجد ، مركز تعليمي ، مركز تدفئة ، محطة وقود ، محطة إطفاء ، 13 فرعًا مصرفيًا ، مركز اجتماعي مع 40 متجرًا، محطة معالجة مياه الصرف الصحي
خدم محطة توليد الكهرباء مع 41 محطة فرعية

## الرياضة
ليس لدى تشلي فريق يتنافس في الدوري الاحترافي حتى الآن في كرة القدم

## الثقافة
استقر الأشخاص الذين هاجروا من ماردين وديار بكر وباتمان وشانلي أورفا وبيتليس وبينغول وإرزوروم وموس وفارتو وهينيس والمدن المجاورة بشكل عام في أحياء غوزيلتيبي وسيرنتيب في المدينة
استمر الأشخاص المُهاجرون إلى المدينة في حماية ثقافتهم والحفاظ عليها وهي عادات منطقة جنوب شرق وشرق الأناضول وتتكون الثقافة الغذائية أيضًا من أطباق خاصة بمنطقة جنوب شرق وشرق الأناضول.

## نسبة السكان في المدينة
| الفئة العمرية | العمالة المسجلة | القوى العاملة المسجلة | العاطلون المسجلون |
| ------------- | --------------- | --------------------- | ----------------- |
| 15-19         | 88              | 553                   | 465               |
| 20-24         | 2.184           | 6.841                 | 4.657             |
| 25-29         | 3.861           | 12.625                | 8.764             |
| 30-34         | 3.157           | 11.190                | 8.033             |
| 35-39:        | 2.250           | 8.485                 | 6.235             |
| 40-44         | 1.528           | 6.243                 | 4.715             |
| 45-49         | 956             | 4.198                 | 3.242             |
| 50-54         | 339             | 1.637                 | 1.298             |
| 55-59         | 147             | 654                   | 507               |
| 60-64         | 48              | 196                   | 148               |
| 65+           | 12              | 85                    | 73                |
| المجموع العام | 14.570          | 52.707                | 38.137            |